# WrestleMania V
WrestleMania V — пятая по счёту WrestleMania, PPV-шоу производства американского рестлинг-промоушна World Wrestling Federation (WWF, ныне WWE). Шоу прошло 2 апреля 1989 года на арене «Бордволк-холл» в Атлантик-Сити, Нью-Джерси, США.
В главном событии встретились Халк Хоган и Рэнди Сэвидж за титул чемпиона мира WWF в тяжёлом весе под лозунгом «Взрыв мегасилы», который выиграл Хоган. Мисс Элизабет находилась у ринга в нейтральном углу в течение первой половины матча, пока рефери не отправил её в раздевалку.

## Справка
Это шоу, а также WrestleMania IV, состоявшаяся в предыдущем году, рекламировались как проводимые в Trump Plaza Hotel and Casino, при этом оба шоу проходили через дорогу в Convention Hall, но спонсировались Дональдом Трампом. Эти два события стали единственными случаями, когда WrestleMania проводилась в одном и том же месте два года подряд. Run-D.M.C. исполнили для зрителей «WrestleMania Rap». Среди других знаменитых гостей присутствовали Дональд Трамп, чей отель главным спонсором шоу, и Мортон Дауни-младший.

## Матчи
| №  | Матч | Тип матча                                                                 | Время |
| -- | --- | ------------------------------------------------------------------------- | ----- |
| 1  | Геркулес победил Короля Хаку (с Бобби Хинаном)                                                                                      | Одиночный матч                                                            | 6:57  |
| 2  | «Башни близнецы» (Аким и Биг Босс Мен) (со Сликом) победили «Рокеров» (Шон Майклз и Марти Джаннетти)                                | Командный матч                                                            | 8:02  |
| 3  | Брутус «Барбер» Бифкейк и Тед Дибиаси (с Вирджилом) закончили матч по двойному отсчёту                                              | Одиночный матч                                                            | 10:01 |
| 4  | «Бушвакеры» (Люк и Бутч) победили «Невероятных Ружо» (Жак Ружо и Раймонд Ружо с Джимми Хартом)                                      | Командный матч                                                            | 9:10  |
| 5  | Мистер Совершенство победил Блю Блейзера                                                                                            | Одиночный матч                                                            | 5:38  |
| 6  | «Разрушение» (Акс и Смэш) победили «Силы боли» (Варлорд и Варвар) и Мистера Фудзи                                                   | Гандикап за титулы командных чемпионов WWF                                | 8:20  |
| 7  | Дино Браво (с Френки Мартином) победил Ронни Гарвина                                                                                | Одиночный матч                                                            | 3:06  |
| 8  | «Мозгобойня» (Арн Андерсон и Талли Бланшар) (с Бобби Хинаном) победили «Ударную силу» (Рика Мартелла и Тито Сантану)                | Командный матч                                                            | 9:17  |
| 9  | Джейк Робертс победил Андре Гиганта (с Бобби Хинаном) по дисквалификации                                                            | Одиночный матч со специально приглашённым рефери — Большим Джоном Стаддом | 9:44  |
| 10 | «Основание Хартов» (Брет Харт и Джим Нэйдхарт) победили «Ритм-энд-блюз» (Хонки-тонк Мен и Грег «Молот» Валентайн) (с Джимми Хартом) | Командный матч                                                            | 7:40  |
| 11 | Рик Руд (с Бобби Хинаном) победил Последнего воина                                                                                  | Одиночный матч за титул интерконтинентального чемпиона WWF                | 9:36  |
| 12 | Бэд Ньюз Браун и «Ножовка» Джим Дагган закончили матч по двойной дисквалификации                                                    | Одииночный матч                                                           | 3:49  |
| 13 | Красный Петух победил Бобби Хиннана (с Бруклинским Броулером)                                                                       | Одиночный матч                                                            | 0:32  |
| 14 | Халк Хоган победил «Мачо» Рэнди Сэведжа (с Мисс Элизабет в нейтральном углу)                                                        | Одиночный матч за титул чемпиона WWF                                      | 17:54 |